# Lê Thị Nhị

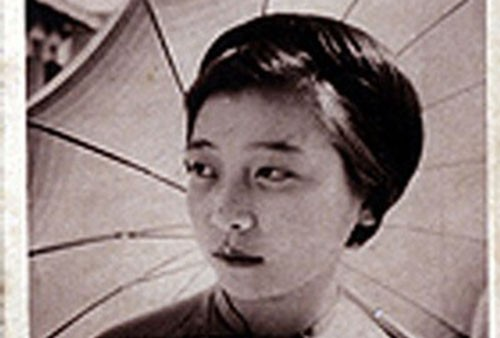
Ảnh chân dung được cho là của Tư Nhị.

Marianne Lê Thị Nhị hay Tư Nhị (? – ?) là một mỹ nữ nổi tiếng vùng Nam Kỳ Lục tỉnh đầu thế kỷ 20, làm đàn em của Ba Trà và từng được nhiều người giàu có theo đuổi. Cuộc đời cùng các giai thoại về bà sau này đã được hậu thế biết đến và xuất hiện trên phim ảnh.

## Tiểu sử
Tư Nhị sinh ra trong một gia đình nghèo sinh sống lâu năm tại Nam Vang, có cha gốc Khmer còn mẹ người Kinh quê ở Sa Đéc. Khi mới 17 tuổi, bà được cho là đã qua lại với một hoàng thân thuộc hoàng tộc Cao Mên. Cùng năm, Nhị quyết tâm ra Sài Gòn lập nghiệp với hai bàn tay trắng. Ban đầu, bà tham gia biểu diễn, đàn hát song không giỏi nên chuyển sang làm tình nhân các đại gia. Để có chỗ ở, Nhị đã xin làm em nuôi chị Joséphine Lệ Ngọc (quen gọi là Ba Pho), sống ở khu vực chợ Thái Bình. Thời gian này, trong một lần Ba Trà – lúc đó đương là mỹ nữ có tiếng – đến xem phim tại rạp Cầu Muối, Nhị nhanh chóng nhân cơ hội bắt chuyện làm quen và chọc tức cô Trà, khiến bà thẹn quá bỏ về giữa chừng. Khi Ba Trà toan lên xe rời khỏi, Nhị đã chạy theo ngỏ lời cho đi cùng, thành công gây ấn tượng với đối phương và nhận bà về làm ở Nguyệt Tiên Cung, chốn ăn chơi bậc nhất Sài Gòn xưa. Nhị sau đó được Ba Trà cùng người tình đàn chị là Franchini, một trùm giang hồ chuyên buôn thuốc phiện toàn Đông Dương, đặt tên Marianne Lê Thị Nhị (ngắn gọn là Lê Thị Nhị hoặc Marianne Nhị, ghép theo tên nhân vật trong phim Tây với tên tiếng Việt), gọi thân mật thì là Tư Nhị, ý chỉ như em Ba Trà.
Sau một thời gian, Tư Nhị được gả cho Công tử Gò Đen với giá 10.000 đồng Đông Dương. Bà sống trong một căn nhà khang trang nằm ở góc đường Verdun và Richaud gần trung tâm thành phố, xây riêng cho bà. Thế nhưng, chỉ sau vài tháng chung sống, Nhị bắt đầu cặp bồ với các đại gia khác và tách dần ảnh hưởng khỏi Ba Trà. Bà đã nhanh chóng được nhiều công tử giàu có, các quan chức chính quyền đương thời chú ý và theo đuổi. Dựa vào sức khỏe bản thân, Tư Nhị tham gia vào những cuộc truy hoan thâu đêm, hút thuốc phiện, thuốc lá, uống rượu... Bà cũng được người ngoài biết đến với nhan sắc và thú "thay người tình xoành xoạch" của mình. Trong thời kỳ đỉnh cao, Tư Nhị được liệt vào "hoa khôi số hai" Sài Gòn, chỉ sau Ba Trà, trong số "tứ đại mỹ nhân" của thành phố lúc bấy giờ.
Khoảng giữa thập niên 1940, Marianne Nhị đã biến mất khỏi giới ăn chơi Sài Gòn. Theo Ba Quan, từng là một tay chơi kinh nghiệm thuật lại, sau khi ăn điểm tâm tại quán ăn ở đường George Guynemer, ông đã bắt gặp Tư Nhị trong bộ dạng ăn mày, "không còn hình thể con người" và đưa cho bà tờ 20 đồng rồi nhanh chóng rời đi. Cuộc sống về sau của Tư Nhị không mấy ai rõ.

## Các giai thoại
Khi còn nổi tiếng, đã xuất hiện nhiều giai thoại và đồn đoán về đời tư Tư Nhị, trong đó nhiều nhất là những thủ thuật của bà, dùng bùa ngải để quyến rũ đàn ông, đến mức Tư Nhị được mệnh danh là "đệ nhất bùa yêu ở đất Sài Gòn" thập niên 40. Bà được cho là đã "hốt" gần hết những đại gia từng là nhân tình Ba Trà, trong đó có cả Franchini. Thậm chí, Nhị kể lại rằng một người tình nọ từng nhờ bà tìm thầy giỏi yểm bùa lỗ ban vào căn nhà mới xây của đối thủ, và khi một ông thầy người Hoa lấy được bùa ra thì cả chủ nhà lẫn ông thầy đều "té chết ngay tại chỗ". Sau này, nhiều người nói rằng việc Tư Nhị trở thành ăn xin và qua đời trong nghèo đói là bởi lạm dụng bùa ngải quá mức mà bị "ngải hành".

## Trong văn hóa đại chúng
Câu chuyện về cuộc đời Lê Thị Nhị lần đầu được đưa vào cuốn Sài Gòn tạp pín lù (1992) của nhà nghiên cứu Vương Hồng Sển, theo đó viết lại từ thông tin phỏng vấn Ba Trà và những người từng qua lại với Nhị. Hình tượng nhân vật Tư Lan, dựa trên cuộc đời Tư Nhị, sau đó đã được khắc họa trong bộ phim truyền hình dài 36 tập Mộng phù hoa phát sóng năm 2018, do diễn viên Tường Vi đảm nhận. Năm 2023, tác phẩm điện ảnh Chị chị em em 2 ra mắt, với nội dung xoay quanh hai nhân vật chính Ba Trà và Tư Nhị; vai Tư Nhị do người mẫu Ngọc Trinh đóng.